# Nikujaga
Il Nikujaga (肉じゃが?) (lett. "carne-patate") è un piatto della cucina giapponese a base di carne, patate e cipolle stufate in una salsa di soia dolce, alla quale alcune volte vengono aggiunti l'ito konnyaku e verdure.
Il nikujaga è un piatto che viene comunemente preparato in casa nei mesi invernali, servito insieme ad una ciotola di riso e a zuppa di miso.

## Storia
Il nikujaga fu creato dagli chef della Marina imperiale giapponese alla fine del XIX secolo. La storia secondo la quale Tōgō Heihachirō ordinò ai cuochi della marina di preparare una versione dello stufato di manzo simile a quella servita agli equipaggi della Royal Navy fu studiata come parte di una campagna iniziata nel 1895 per promuovere la città di Maizuru (nella Prefettura di Kyoto), che ospitò una base della Marina imperiale giapponese in cui Tōgō era di stanza, come luogo di nascita del nikujaga. L'amministrazione di Kure (nella Prefettura di Hiroshima) entrò nella competizione sul luogo di origine del piatto affermando che Tōgō commissionò il nikujaga quando era Capo di stato maggiore della base navale di Kure.